# Спасюк, Чанго
Орасио Еухенио «Чанго» Спасюк (род. 23 сентября 1968 года в Апостолосе) — аргентинский музыкант, аккордеонист, играет музыку чамаме.

## Ранние годы
Чанго Спасюк родился в семье украинцев второго поколения в небольшом городе Апостолес, в провинции Мисьонес, которая лежит на границе с Бразилией и Парагваем.
Спасюк вырос в семье музыкантов. Его отец Лука играл на скрипке, дядя Марк — на гитаре и собственноручно сделанных барабанах. Кроме украинской музыки на него повлияла аргентинская музыка чамаме. Танцевальная музыка для аккордеона или гармоники с размером три четверти популярна на северо-востоке Аргентины, особенно в провинции Корриентес. Впервые Чанго начал играть в 12 лет на аккордеоне, с которым он выступал на вечеринках, свадьбах и других мероприятиях со своим отцом и дядей.

## Музыкальная карьера

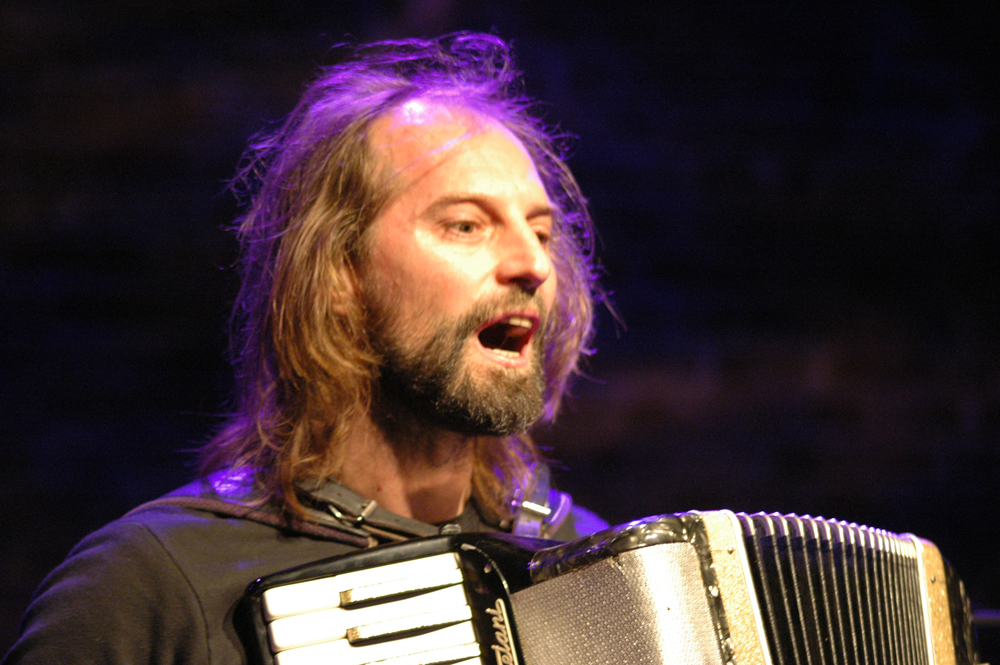
Спасюк на концерте в Варшаве (2009)

Музыкальное телешоу, которое гастролировало по малым городам, дало Спасюку возможность выступать на провинциальных фестивалях. Когда он окончил среднюю школу, он отправился в Посадас, столицу Мисьонес, для изучения антропологии. Но Спасюк вскоре бросил учёбу и познакомился с пианистом Норберто Рамосом, который убедил его поехать в Буэнос-Айрес учиться у него. Спасюк затем играл на малых сценах столицы, участвовал в различных фестивалях по всей стране, а также получил приглашение принять участие в фестивале Eurolatina в Нидерландах.
В 1989 году Спасюку было предложено сыграть в Коскине на одном из самых важных фольклорных музыкальных фестивалях в Аргентине, где получил награду. После фестиваля он в Буэнос-Айресе записал свой первый альбом Chango Spasiuk.
Спасюк стал популярным не только среди поклонников народной музыки, но, учитывая современный стиль, также среди рок- и поп-фанатов. Он работал как приглашенный музыкант с такими группами как Divididos и Cienfuegos, но, как и раньше, записывал свой собственный материал. Одобренный La Ponzoña альбом достиг Канады, и Чанго был приглашён играть на Монреальском международном фестивале джазовой музыки.
В 2000 году он обратился к своим корням и записал диск «Польки моей земли» (исп. Polcas de mi tierra), который исполнял на вечеринках и свадьбах в небольших городах Мисьонес. Спасюк отметил своё украинское происхождение в альбоме «Польки моей земли»:
Мой альбом «Польки моей земли» является данью различным иммигрантским общинам моего региона, где, собственно, много украинских мотивов. Но этот диск — лишь часть, фрагмент общей картины той музыки, которую я исполняю, — чамаме, наиболее репрезентативную традиционную музыку северо-востока Аргентины. Это музыка, которая развивалась на протяжении многих веков, формировалась и менялась от многих новых влияний — не только восточноевропейских. Чамаме имеет собственные корни, а одним из элементов, которые определяют её теперь и принесены иммигрантами — это центральная роль аккордеона.
С тех пор гастролировал по всему миру с Chango Spasiuk Orchestra. В 2003 году переиздал музыкальный сборник предыдущих работ.
Спасюк выступил в Европе и стал популярным среди музыкальных критиков и журналистов, для которых чамаме была неизвестным жанром музыки. Ведущий BBC Чарли Джилет включил треки Спасюка в свои музыкальные сборники.

## Награды

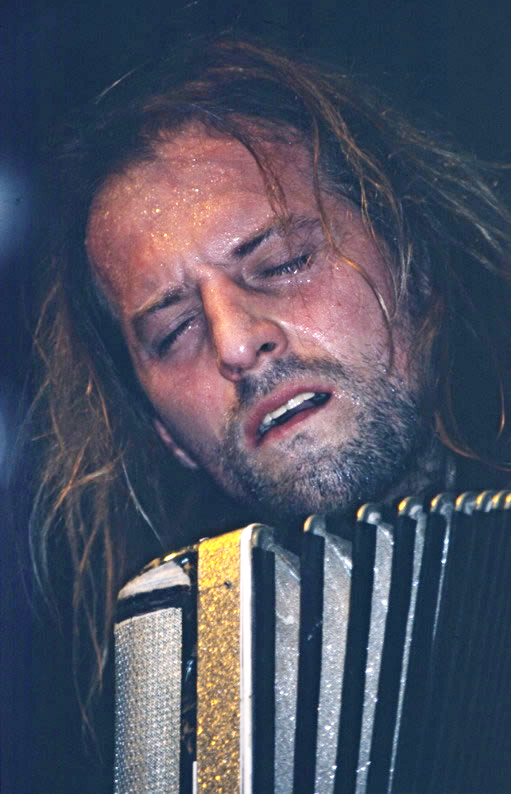
Спасюк на концерте в Лондоне (2004)

- 2010 — награждён премией фольклорного фестиваля Атауальпа (Аргентина) в категории «Инструментальный солист».
- 2006 — награждён премией имени Карлоса Гарделя как «Лучший фольклорный исполнитель», за диск Tarefero de mis Pagos.
- 2006 — диск Tarefero de mis Pagos номинирован как лучший фольклорный альбом на седьмую ежегодную награду Латинская Грэмми.
- 2005 — получил награду Konex как лучший аргентинский фольклорный певец десятилетия.
- 2005 — получил награду BBC World Music в номинации «Новичок»[2].
- 2001 — номинирован на награду Гарделя как лучший фольклорный исполнитель за диск Chamamé crudo.
- 2000 — диск Chamamé crudo был отмечен Rolling Stone-Аргентина наградой как «лучший фольклорный запись года».
- 2000 — получил награду Гарделя как «лучший фольклорный исполнитель» за диск Polcas de mi tierra.
- 1999 — диск Polcas de mi tierra был отмечен газетой Clarín как «Фольклорная запись года».
- 1997 — получил награду La Ponzoña за лучшую инструментальную запись — Asociación de Cronistas del Espectáculo.
- 1993 — диск Bailemos y … номинирован на премию лучшей инструментальной записи — Asociación de Cronistas del Espectáculo.
- 1989 — Premio Consagración на Фестивале национального фольклора, Коскин, Кордова.

## Дискография
- Chango Spasiuk (1989)
- Contrastes (1990)
- Bailemos y… (1992)
- La ponzoña (1996)
- Polcas de mi tierra (1999)
- Chamamé crudo (2001)
- The Charm of chamamé (2003, Германия)
- Tareferos de mis Pagos (2004)
- Pynandi — Los Descalzos (2008)
- El Chango: The Very Best Of [2-Disc] (2010)
- Tierra colorada en el Teatro Colón (2014)
- Otras músicas (2016)